# Busuu
Busuu.com là một mạng xã hội trực tuyến được sử dụng như 1 phương pháp học ngoại ngữ cho cộng đồng. Người dùng có thể giúp đỡ nhau để tăng cường vốn ngoại ngữ. Trang web này cung cấp các bài học cho 8 ngôn ngữ khác nhau: tiếng Busuu, tiếng Anh, tiếng Tây Ban Nha, tiếng Pháp, tiếng Đức, tiếng Ý, tiếng Brasil (tiếng Bồ Đào Nha) và tiếng Nga. Người dùng có thể lập 1 tài khoản, thêm một hay nhiều ngôn ngữ vào hồ sơ học tập của mình, học với tốc độ của riêng mình và theo dõi kết quả học tập.
Busuu là một ngôn ngữ ở Cameroon. Theo một nghiên cứu về dân tộc học những năm 1980, thời điểm đó chỉ có tám người là vẫn còn nói thứ tiếng này. Mã số ISO 639-3 của Busuu là bju.

## Khái niệm

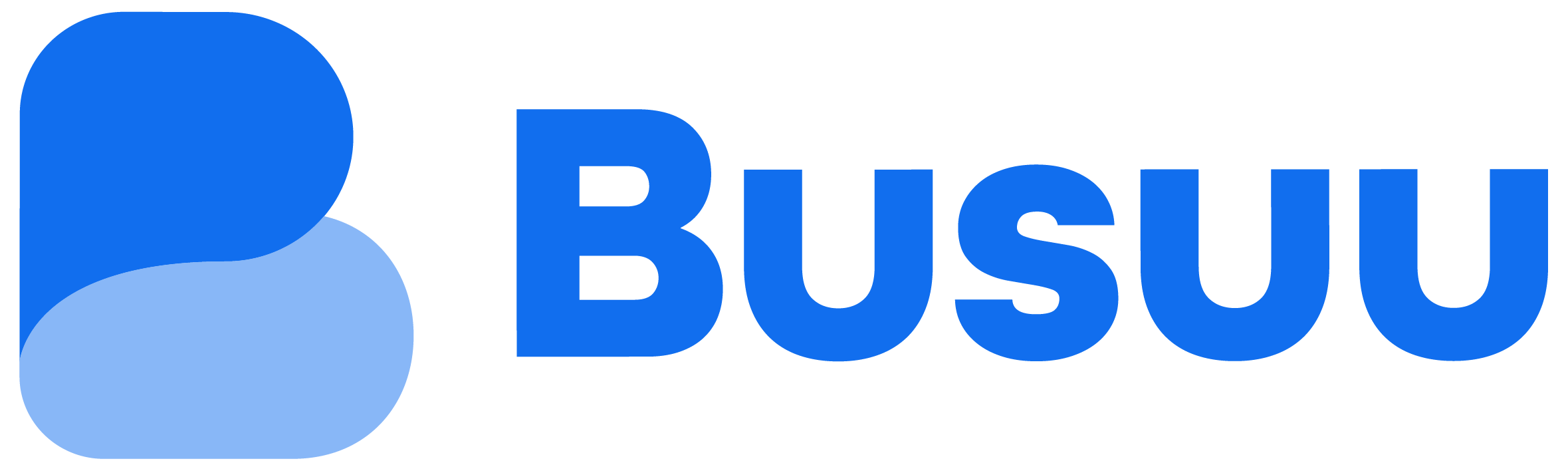
Logo của busuu

Busuu.com là 1 công ty đóng tại Madrid phục vụ những người thích học ngoại ngữ. Trang web busuu tự hào với cộng đồng người bản ngữ tham gia trang này. Họ không phải học ngoại ngữ bằng phương pháp truyền thống nữa, mà học bằng những phần mềm đa phương tiện của busuu, cũng như bằng cách trao đổi ngôn ngữ. Các khoá học được thiết kế dựa trên CEFR (Khung chứng nhận trình độ ngôn ngữ chung châu Âu), bao gồm từ cấp độ A1, A2, B1, B2. Mỗi khoá học được chia vào các bài (unit) với hơn 150 chủ đề hàng ngày. Trong mỗi bài học, người học tận dụng được rất nhiều kiểu tài liệu khác nhau, ví dụ như từ vựng, các thành ngữ, hội thoại cũng như băng audio, podcast và các file PDF. Trong suốt quá trình học, người học có thể tự kiểm tra bằng các bài ôn tập ngắn và mang tính tương tác.
Bên cạnh các khoá học cá nhân, người học có thể cải thiện kĩ năng giao tiếp bằng cách kết nối với những người bản xứ trên khắp thế giới.
Mỗi người dùng không chỉ là 1 " học sinh" học tiếng nước ngoài mà còn có thể là 1 " gia sư" tiếng mẹ đẻ cho người khác.
Busuu.com chào đón tất cả mọi người dù họ nói tiếng nước nào. Điều này đồng nghĩa với việc mọi người thuộc cộng đồng busuu có điều kiện học bất kì ngôn ngữ nào.

## Chứng nhận và giải thưởng
Tháng 6 năm 2008, Busuu được xếp vào top 10 công ty mới thành lập thành công nhất. Tháng 9 năm 2008, busuu phát động chiến dịch cứu ngôn ngữ Silbo Gomero (một ngôn ngữ sắp biến mất ở quần đảo Canary, Tây Ban Nha). Đây là một trong những cam kết của busuu khi trang web này trở thành dự án chính thức của UNESCO trong năm ngôn ngữ quốc tế. Chiến dịch này của busuu nhận được giải Silver Lion trong Lễ hội quảng cáo quốc tế ở Cannes, là giải thưởng quan trọng nhất trong ngành quảng cáo. Tháng 9 năm 2009, UNESCO tuyên bố Silbo Gomero là Di sản văn hoá phi vật thể của nhân loại.
Năm 2009, busuu.com được đề cử cho rất nhiều giải thưởng Internet uy tín, trong đó có giải thưởng European Tech Crunch, hạng mục phát minh mới nổi của giải Always on Global, và nằm trong 3 website tốt nhất của năm thuộc giải thưởng Premios de Internet, Tây Ban Nha.
Giải thưởng mới đây nhất dành cho busuu vào tháng 9 năm 2009 là giải Language Label châu Âu nhằm tuyên dương những dự án cải tiến việc học ngoại ngữ. Giải thưởng danh giá này là của Uỷ ban châu Âu và được trao hàng năm ở các nước thành viên châu Âu.

## Quá trình phát triển
Trang web Busuu chấm dứt giai đoạn thử nghiệm (beta) vào tháng 2 năm 2009. Từ đó đến nay, trang web cung cấp thêm quyền hội viên đặc biệt với nhiều dịch vụ tính năng cải tiến hơn. Phí để trở thành hội viên đặc biệt từ 11.69 euro một tháng, bao gồm podcast, các file PDF cũng như các bài học ngữ pháp chi tiết hơn. Tuy vậy, các tính năng chủ yếu của busuu vẫn được dùng miễn phí. Thiết kế của trang web này dựa trên khuôn mẫu Drupal và được người dùng yêu thích vì những thiết kế đồ hoạ đầy màu sắc mà vẫn cân đối, dễ đọc cũng như tốc độ nhanh. Busuu cũng có 1 giao diện dễ sử dụng, cùng với 1 bảng đo mang tính tương tác, có thể thay đổi khi trình độ của bạn cao hơn, được ví như Vườn ngôn ngữ Busuu.
Hiện nay, các bài học đang sẵn có ở trang busuu.com với giao diện hỗ trợ cho 7 ngôn ngữ: tiếng Anh, Tây Ban Nha, Pháp, Đức, Ý, Nga và tiếng Bồ Đào Nha kiểu Brazil. Các ngôn ngữ mới sẽ được thêm vào trong thời gian sớm nhất.